# HRK Karlovac
Pour les articles homonymes, voir HRK.
Maillots
Le HRK Karlovac est un club de handball, situé à Karlovac en Croatie, évoluant en Premijer Liga.

## Histoire
Le HRK Karlovac est un club de handball issu de la fusion du RK Jugoturbine et du RK Dubovca en 1991.
Cette fusion fut prolifique pour le nouveau club ainsi formé puisqu'à ce jour le club évolue en Premijer Liga où il se classe le plus souvent dans la première partie du classement au point de réussir à se qualifier à de multiples reprises en Coupe d'Europe.
Le club est nommé Karlovacka Pivovara en 1995-1996 et Karlovacka Banka en 1997-1998.
Des campagnes européennes menées à deux reprises en Coupe Challenge, dont la meilleure performance fut réalisée lors de la saison 1993-1994, alors nommée Coupe des Villes, où le HRKK réussi à atteindre les seizièmes de finale mais aussi deux autres campagnes menées en Coupe des coupes dont la meilleure performance fut également un seizième de finale mené lors de la saison 1995-1996 mais également une campagnes en Coupe EHF qui se termina en huitième de finale.

## Palmarès
Compétitions internationales
- Finaliste de la Coupe de Croatie en 1995, 1997, 2007

## Campagnes européennes
| Saison    | Compétition      | Manche                                  | Date aller        | Club                        | Aller   | Total   | Retour  | Club                   | Date retour       |
| --------- | ---------------- | --------------------------------------- | ----------------- | --------------------------- | ------- | ------- | ------- | ---------------------- | ----------------- |
| 1993-1994 | Coupe des Villes | Seizième de finale                      | 24 septembre 1993 | Khalkheti Tbilissi          | 7 - 42  | 20 - 75 | 13- 33  | HRK Karlovac           | 25 septembre 1995 |
| 1993-1994 | Coupe des Villes | Huitième de finale                      | 30 octobre 1993   | HRK Karlovac                | 21 - 13 | 39 - 38 | 18 - 25 | Metalurg Skopje        | 6 novembre 2009   |
| 1993-1994 | Coupe des Villes | Quart de finale                         | 13 janvier 1994   | TUSEM Essen                 | 17 - 5  | 34 - 29 | 17 - 24 | HRK Karlovac           | 25 janvier 1994   |
| 1995-1996 | Coupe des coupes | Seizième de finale                      | 7 octobre 1995    | HRK Karlovac                | 20 - 25 | 42 - 58 | 22 - 23 | OM Vitrolles           | 14 octobre 1995   |
| 1996-1997 | Coupe EHF        | Huitième de finale                      | 12 octobre 2010   | HRK Karlovac                | 31 - 21 | 51 - 44 | 20 - 23 | Śląsk Wrocław          | 20 octobre 1996   |
| 1996-1997 | Coupe EHF        | Seizième de finale                      | 9 novembre 1996   | Pallamano Prato             | 18 - 15 | 38 - 37 | 20 - 22 | HRK Karlovac           | 16 novembre 1996  |
| 1977-1998 | Coupe des coupes | Seizième de finale                      | 4 octobre 1997    | RK Karlovac                 | 26-24   | 50 - 59 | 24 - 35 | HC Kovopetrol Plzen    | 11 octobre 1997   |
| 2007-2008 | Coupe des coupes | Deuxième tour                           | 29 octobre 2007   | HRK Karlovac                | 32-28   | 50 -54  | 18 - 26 | SKA Minsk              | 7 octobre 2007    |
| 2008-2009 | Coupe Challenge  | Tournoi de qualification au Royaume-Uni | 10 octobre 2008   | HRK Karlovac                |         | 30 - 24 |         | LIF Lindesberg         | -                 |
| 2008-2009 | Coupe Challenge  | Tournoi de qualification au Royaume-Uni | 11 octobre 2008   | Université de Manchester HC |         | 17-34   |         | HRK Karlovac           | -                 |
| 2008-2009 | Coupe Challenge  | Tournoi de qualification au Royaume-Uni | 12 octobre 2008   | HRK Karlovac                |         | 28 - 28 |         | RK Buducnost Podgorica | -                 |
| 2008-2009 | Coupe Challenge  | Troisième tour                          | 15 novembre 2008  | CS UCM Reșița               | 31 - 25 | 65 - 51 | 35- 26  | HRK Karlovac           | 22 novembre 2008  |
| 2013-2014 | Coupe Challenge  | Troisième tour                          | 23 novembre 2013  | HRK Karlovac                | 43 - 14 | 79 - 29 | 36 - 15 | Manchester HC          | 24 novembre 2013  |
| 2013-2014 | Coupe Challenge  | Seizième de finale                      | 15 février 2014   | RK Metaloplastika Šabac     | 26 - 22 | 48 - 45 | 22 - 23 | HRK Karlovac           | 22 février 2014   |

### Clubs rencontrés en Coupe d'Europe
- TUSEM Essen
- SKA Minsk
- OM Vitrolles
- Khalkheti Tbilissi
- Manchester HC
- Université de Manchester HC
- Pallamano Prato
- Metalurg Skopje
- RK Buducnost Podgorica
- Śląsk Wrocław
- HC Kovopetrol Plzen
- CS UCM Reșița
- RK Metaloplastika Šabac
- LIF Lindesberg